# 羊鑑
羊 鑑（羊鑒、よう かん、生没年不詳）は、中国の東晋の官人・武人。字は景期。本貫は泰山郡南城県。

## 経歴
匈奴中郎将の羊済の子として生まれた。東陽郡太守となり、太子左衛率に転じた。大興2年（319年）、徐龕が泰山郡で反乱を起こすと、司徒の王導は羊鑑が泰山郡の冠族であることから、鎮圧することができると見込んで、討伐を打診した。羊鑑は軍を率いる才能がないと断り、太尉の郗鑒も羊鑑の非才を述べて反対したが、王導は聞き入れなかった。そこで羊鑑は征討都督・行征虜将軍となり、蔡豹・侯礼・劉遐・段文鴦らとともに徐龕を討つべく兵を発した。羊鑑は蔡豹の意見を聞き入れず、敗北した。御史は敗戦の罪で羊鑑を斬刑に処すよう上奏したが、元帝は羊鑑が夏侯太妃の母方の一族であったことから、特別に死を赦し、官爵を剥奪した。長らくを経て、少府として再起した。王敦が反乱を起こすと、羊鑑は王敦の母方のおじであったことから、明帝に忌避された。成帝が即位すると、蘇峻の乱の討伐に参加し、功績により豊城県侯に封じられた。光禄勲に転じ、死去した。

## 伝記資料
- 『晋書』巻81 列伝第51